# Марина (ім'я)
Мари́на (лат. Marina) — жіноче особове ім'я. Походить від латинського слова marina — «морська» (форма жіночого роду від marinus). Це ім'я є аналогом рідкісного давньоримського чоловічого імені Марин.
Історія походження імені Марина відноситься до культу римської богині Венери. Слово «марина» було одним із її епітетів (Venus Marina). Значення імені Марина повністю відповідає значенню імені Пелагея, що має грецьке походження та Деніза (від тур. deniz — море).
До нас це ім'я прийшло після прийняття християнства (як і інші імена неслов'янського походження). У 988 році кожен східний слов'янин отримував від священика хрестильне ім'я. Хрестильні імена відповідали іменам святих. До нас вони прийшли з Візантії через Болгарію, де християнство було прийнято ще раніше, у 865 році.
Святою покровителькою цього імені вважається великомучениця Марина. Незважаючи на те, що її батько був язичником, вона таємно охрестилася і відмовилася взяти шлюб з єпархом (правителем). За це від неї відрікся батько, а саму великомученицю було піддано тортурам і страчено.
Католицька церква
шанує святу Марину як Маргариту Антіохійську.

## Іменини
- Православні (за юліанським календарем):

28 лютого (13 березня — за новим стилем) — Марина Берійська (Македонська).
17 липня (30 липня — за новим стилем) — Марина Антіохійська.
24 серпня — Марина Андріївна.
- Католицькі: 20 липня.

25 серпня - Марина Іванівна.